# Ораньємунд
Ораньєму́нд, чи О́рандж-Ма́ут (афр. Oranjemund, англ. Orange Mouth — «гирло Оранжевої») — місто на крайньому південному заході Намібії, на північному березі Оранжевої річки за 8 км від її гирла, серед піщаних дюн пустелі Наміб. На протилежному, південноафриканському березі навпроти Ораньємунду розташоване місто Александер-Бей.
Своїм існуванням місто завдячує видобутку алмазів, який здійснюється в розташованому на північ від міста Шпергебіті (Sperrgebiet — «заборонена зона»), доступ до якого суворо обмежений. Багаті алювіальні поклади алмазів були відкриті на північному березі Оранжевої і удовж океанського узбережжя Гансом Меренскі наприкінці 1920-х років. Ораньємунд був заснований невдовзі після цього в 1936 році алмазною монополією Consolidated Diamond Mines of South West Africa (CDM), яка належить до концерну De Beers. В 1943 році місто стало штаб-квартирою компанії і до недавнього часу перебувало в її цілковитій власності. Все доросле населення міста працює на CDM; всього в Ораньємунді живе близько 8000 осіб.
В регіоні добуваються алмази переважно ювелірної якості, і щорічний видобуток становить близько 2 млн. карат (400 кг) і протягом часу не зменшується завдяки постійному упровадженню новітніх технологій розробки родовищ. Останнім часом у зв'язку з переносом видобутку на океанський шельф і пов'язаними з цім планами скасування Шпергебіту місто поступово переходить під громадський контроль: починає розвиватися місцеве самоврядування і послаблюються обмеження доступу до міста та околиць.
Загальні запаси алмазів перевищують 35 млн каратів, з них 98 % — високоякісні ювелірні. У 1997 було видобуто 1,3 млн карат алмазів, що становило 11,4 % ВВП Намібії. Ця країна давала приблизно шосту частину світового видобутку. З початку видобутку алмазів в цих районах (1908 р) було видобуто бл. 70 млн кар.
Місто має розвинену інфраструктуру, ефективні комунальні і цивільні служби і добре постачається водою — компанія дбає про сприятливі умови життя для своїх робітників у ворожому кліматі цього ізольованого куточка пустелі Наміб. В місті є невеликий аеропорт, який обслуговує регулярні рейси до Віндхуку, Людерицу і Кейптауну. Оранжеву перетинає сучасний автомобільний міст, який з'єднує Ораньємунд з Александер-Беєм на протилежному березі; автомобільна дорога йде також на північ до Людерицу. Берег Оранжевої річки — улюблене місце відпочинку місцевих жителів.